# Phyllopsora rappiana
Phyllopsora rappiana är en lavart som först beskrevs av Brako, och fick sitt nu gällande namn av Elix. Phyllopsora rappiana ingår i släktet Phyllopsora och familjen Ramalinaceae.   Inga underarter finns listade i Catalogue of Life.